# Nesiosphaerion charynae
Nesiosphaerion charynae là một loài bọ cánh cứng trong họ Cerambycidae.